# Хлебная площадь (Самара)
Хле́бная пло́щадь — старейшая из существующих площадь города Самары, находится в Самарском районе недалеко от стрелки рек Волги и Самары, между улицами Степана Разина и Крупской. От неё начинается улица Куйбышева.

## Название
Хлебная площадь получила название благодаря её расположению рядом с хлебной пристанью, а на самой площади располагались хлебная биржа, хлебозавод и элеватор. На площади и в трактире «Ревель» заключались сделки по купле-продаже зерна.

## История

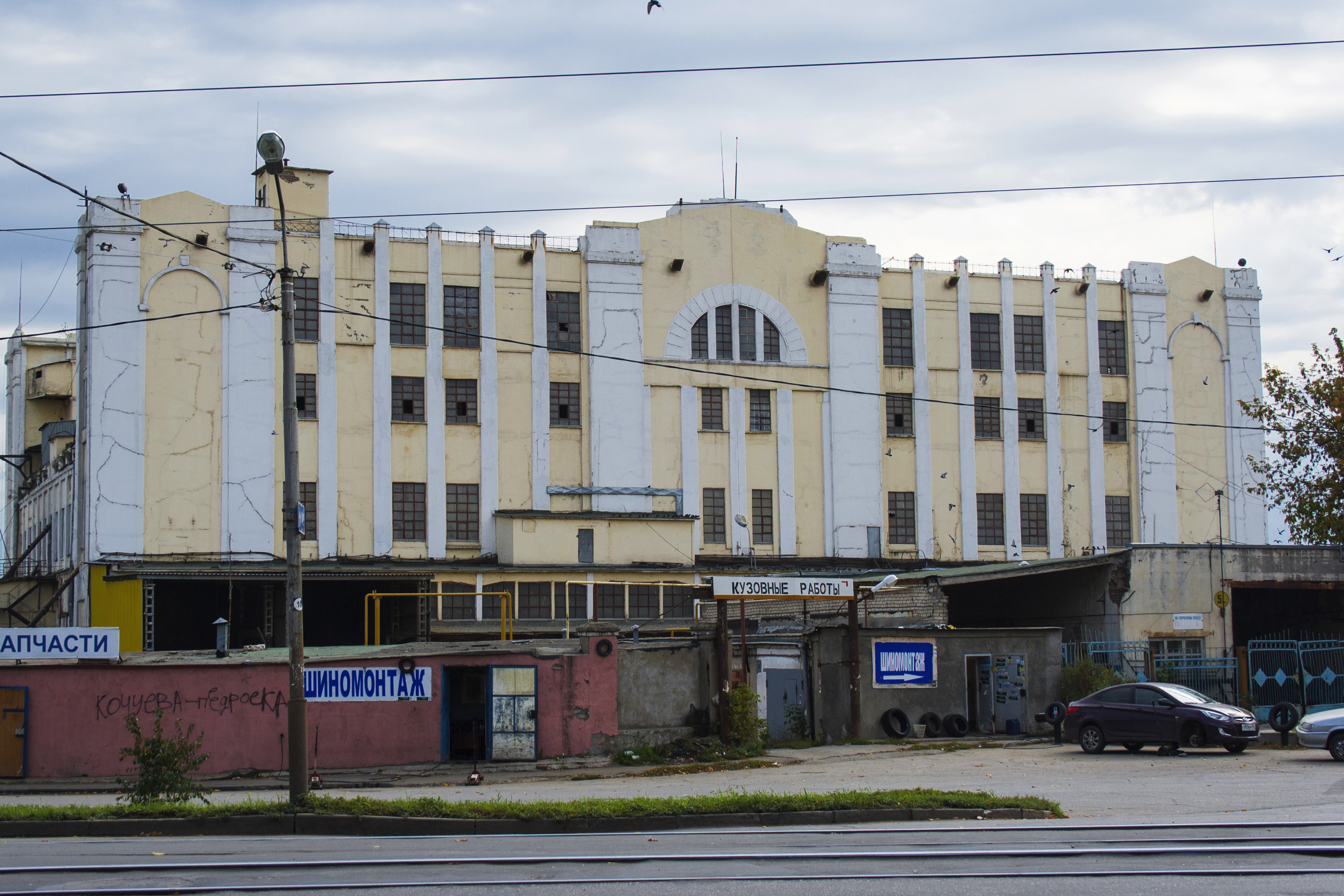
Здание старого элеватора (в 2012 году). Объект культурного наследия № 6300329000

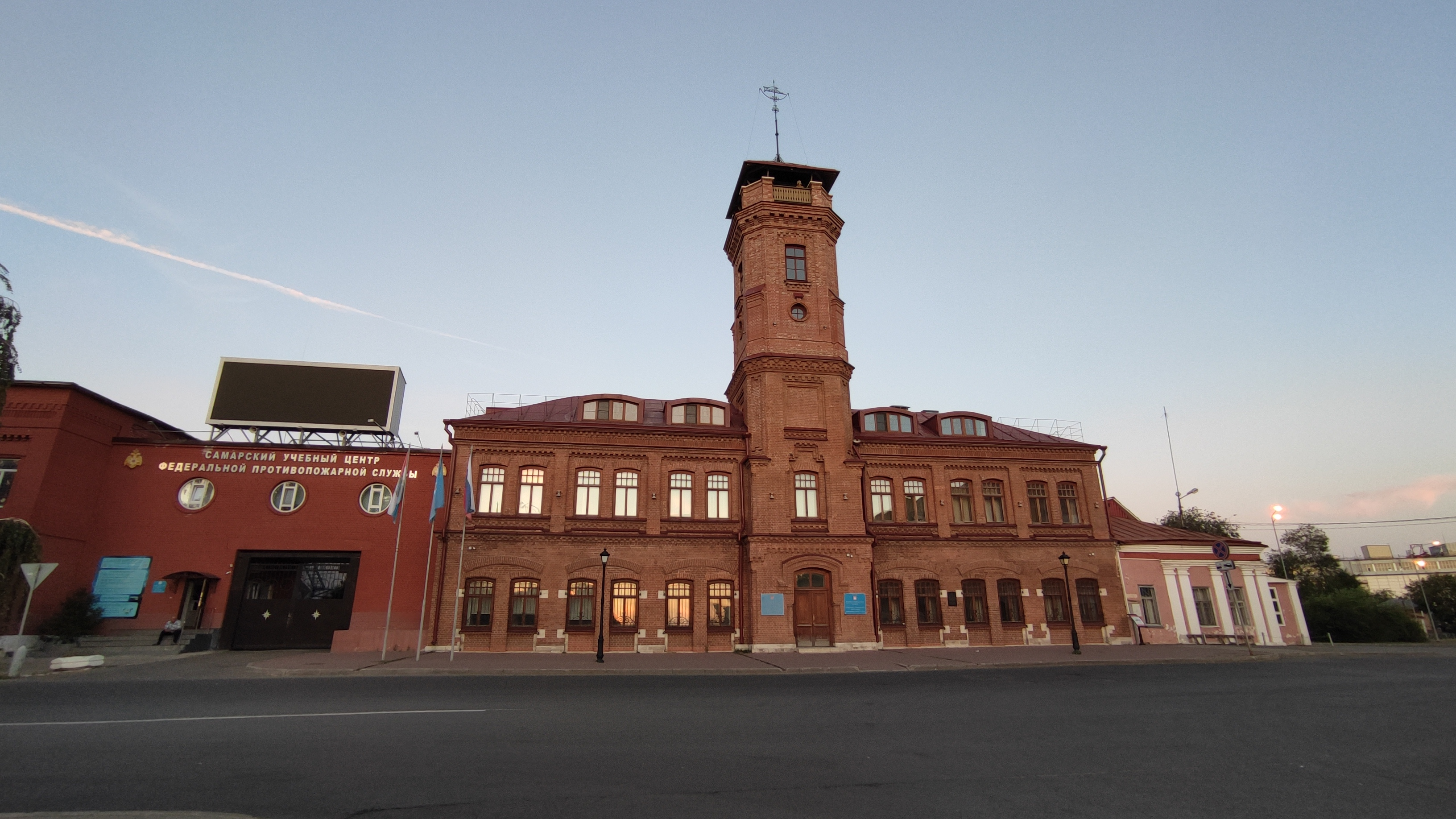
Старое самарское пожарное депо на Хлебной площади

В 1703 году на этом месте была возведена ромбовидная дерево-земляная крепость (взамен первой квадратной, сгоревшей крепости 1586 года постройки, которая располагалась на 200 метров ближе к стрелке реки Самары). Восточная сторона новой крепости повторяла южный изгиб будущей улицы Степана Разина. После Оренбургской экспедиции 1734-1744 гг. крепость утратила своё оборонительное значение. Последние упоминания о ней относятся к середине XIX века, когда вышел указ сравнять оборонительные валы и остатки крепостных строений
Параллельно здесь появились первые рыночные ряды.
Во второй половине XIX века хлебная площадь стала главным хлебным рынком Поволжья. В 1898 году по проекту архитектора Александра Щербачёва было построено здание хлебной биржи. Архитектура двухэтажного здания биржи решена в стиле неоклассицизма, выражавшей в те годы официальные общественные вкусы. В 1916 году было закончено строительство элеватора по проекту инженера Петрова. На момент открытия он был одним из крупнейших в Европе и вторым по вместимости зерна в России.
В XIX веке на площади была построена пожарная каланча.

## Современное состояние площади
Исторические здания хлебной биржи и старого элеватора признаны объектами культурного наследия.
Небольшую часть площади занимает сквер с памятником Ф.Э. Дзержинскому (1967 г., скульптор И.Б. Федоров, архитектор А.Г. Моргун).
При проведении археологических раскопок в районе Хлебной площади обнаружены остатки деревянной крепости, предположительно начала XVIII века.

## Транспорт
На Хлебной площади находятся конечные остановки автобусов и маршрутных такси. До августа 2018 года действовало трамвайное кольцо.
- Автобусы: 3, 5д, 17, 19, 24, 32, 36, 37, 47.
- Маршрутные такси: 5д, 24, 32д, 34, 47, 48д, 48к, 61(д), 77(д), 94, 127, 128 и др.
- Троллейбусы: 6, 16.

В перспективе рядом с площадью планируется построить одноимённую станцию Самарского метрополитена.